# هوراس وليامز
هوراس وليامز (بالإنجليزية: Horace Williams)‏ (1 يناير 1900 المملكة المتحدة - 29 أكتوبر 1960) هو لاعب كرة قدم بريطاني سابق كان يلعب كمهاجم.